# 新平镇 (峨眉山市)
新平镇，原为新平乡，是中华人民共和国四川省乐山市峨眉山市曾经下辖的一个镇。2019年12月，撤销新平镇，将其所属行政区域划归绥山镇管辖。

## 行政区划
新平镇撤销前下辖以下地区：
新民村、万福村、仙塘村、净安村、新建村、汪坝村和任严村。